# Get Ready!
『Get Ready!』（ゲットレディー）は、2023年1月8日から3月12日まで、TBS系「日曜劇場」枠にて放送されたテレビドラマ。主演は妻夫木聡。

## キャスト

### 仮面ドクターズ
波佐間永介（はざま えいすけ） / 天野真一（あまの しんいち）
演 - 妻夫木聡
天才的なオペ技術を持つ執刀医。
通称：エース。
昼間は洋菓子店「カーサブランシェ」を営んでおり、そこでパティシエを務めている。
寡黙かつ冷淡な性格で、報酬の額でなく患者が「生き延びる価値があるのか」で判断し、オペで救うかを決める。
闇医者チームの活動で身分を隠すため、本名の天野真一を捨て、ジョーカーが準備した日系アメリカ人二世の偽の身分を騙っている。
剣持院長に自身の地位を揺るがす存在と危険視されたため、臓器の横流しに関わったように仕立てられ失脚し、呆然自失としてバイク事故を起こし瀕死の重傷を負ったところを、恩師の真田医師の手術により命を救われている。
下山田譲（しもやまだ じょう）
演 - 藤原竜也
オペ患者との交渉役。
通称：ジョーカー。
普段は「向日葵国際法律事務所」の国際弁護士として活動している。4年前、急性壊死性膵炎の疾患を手術され、エースに命を救われている。弁護士ながら、医療の知識に明るい。離婚した妻との間に息子が一人いる。
エースに比べお人好しな面が目立ち、彼の冷淡で奔放な振る舞いに手を焼く。
アメリカ政府に売った恩を交渉材料に、警察に仮面ドクターズの罪を免責するよう高城に仕掛け、仲間たちの逮捕を阻止する。
依田沙姫（よだ さき）
演 - 松下奈緒
凄腕オペナース。
通称：クイーン。
クールな美女だが、金にうるさくサバサバした性格の持ち主。前職で業界から追い出され、居場所をなくしていた。
エースに訓練を受け、ナースでありながら状況により執刀する場合もある。
元ジュエリーデザイナーで、研究して作り出した人工ダイヤモンドが精巧だったため、市場価格への影響を恐れたダイヤモンドカルテルから命を狙われることになり、エースから顔の整形手術を受け別人となり、過去を捨て追手から逃れている。
白瀬剛人（しらせ ごうひと）
演 - 日向亘
若き天才ハッカー。未成年。ルービックキューブをよく弄っている。
通称：スペード
かつて高校に進学しなかったが祖母からの願いで1年遅れで帝星学園高等学校に進学したものの、やりたいことが見つけられず退学している。
その学園で中学時代の後輩であった望月遥と再会し、学園生活を通じ彼女に惹かれるようになった。
石川智明（いしかわ ともあき）
演 - 小林勝也（第5話・最終話）
闇医者チームの特殊機械担当。通称：クローバー。
普段は町工場「石川精機工業」の職人として働いている。

### 周辺人物
嶋崎水面（しまざき みなも）
演 - 當真あみ（幼少期：小井圡菫玲、第6話）
「カーサブランシェ」に足しげく通う女子高生。世界的なパティシエ・嶋崎康弘の娘。
普段は患者本人が「生き延びる価値があるのか」でオペを行うか判断するエースから、暴力を振るうようになった余命幾許もない父に延命手術を受けさせるかの判断を迫られ、「昔の父は居なくなった」と、手術実施の打診を一度は断るものの、不自由な体で思い出のケーキを作り上げた父に、昔の優しかったころの片鱗を見出し、延命手術を受けさせるようエースに依頼する。

### 千代田医科大学附属病院
染谷慈恩（そめや じおん）
演 - 一ノ瀬颯
外科医。腕を買われ、院長の剣持に島根大学から招聘されている。
オペ不可能だと思われた患者を救う仮面ドクターズに興味を示している。
橋元芙美（はしもと ふみ）
演 - 橋本マナミ
外科医。
幾田洋一（いくた よういち）
演 - 中山麻聖
外科医。
汐留明（しおどめ あきら）
演 - 田野倉雄太
研修医。仮面ドクターズのオペ資料を密かに集めている。
台場虹江（だいば にじえ）
演 - 長見玲亜
研修医。
剣持玲於奈（けんもち れおな）〈28〉
演 - 結城モエ（幼少期：湯本柚子）
院長の娘。慈恩の婚約者。スキルス胃癌と腹膜播種に侵され、癌を取り除くことが不可能な状態となるが、剣持が臓器移植の罪と天野を失脚させたことをアジア医学会の場で懺悔したことを受け、癌の除去手術を受ける。
剣持理三（けんもち みちぞう）
演 - 鹿賀丈史
院長兼理事長。アジア医師会・会長。法外な報酬で未承認の医療行為を行う仮面ドクターズの存在を否定し、嫌悪感を抱く。
医師の優秀さはオペの技術で評価されるとの考えを持ち、天野（エース）を招聘するが、自身の技量を凌駕し、自分の地位を揺るがす存在となった天野を危険視し、肺移植手術の臓器提供で本来提供されない真田と天野の関係する患者に提供し、彼らを臓器の横流しに関わったように仕立て、真田を有力視されていた次期日本胸部外科手術学会の理事長から遠のかせ、天野を懲戒解雇する。
娘の玲於奈の癌手術を全財産と臓器移植の罪をアジア医学会の場で告白することを条件にエースから突き付けられ、幼かったころの娘の姿を思い出し、臓器移植の罪を認め、才能のある医師・天野の未来を潰したと懺悔し、染谷を介して仮面ドクターズに娘の手術を依頼する。

### 警視庁特務捜査課
羽場副総理の命令で仮面ドクタースの正体を捜査する。
佐倉亮一（さくら りょういち）
演 - 矢島健一
課長。
菊川忍（きくかわ しのぶ）
演 - 片山友希
佐倉の部下。めがね女子。すぐ転ぶ。
東堂雄彦（とうどう たけひこ）
演 - 菅原卓磨
佐倉の部下。熱血漢で、声量が大きい。
加須崇（かす たかし）
演 - 吉田涼哉
元CSI捜査官。大阪出身のため、関西弁で喋る。
久豆番（くず つがい）
演 - 川本光貴
ハッカー。コミュ障気味だが、ハッカーとしての技量は本物。

### その他
羽場一郎（はば いちろう）
演 - 伊武雅刀（第1話・第9話）
副総理。脳神経を断裂し、千代田医大学病院に搬送され一命を取りとめるが、二度と歩行できないと剣持院長に宣告される。
ジョーカーからオペの打診を受けるが、同族企業を優遇し、国民を路頭に迷わせているとしてエースからオペを拒否される。
一福
演 - 星野奈緒
日本酒バー「吉将富士」の女将。
POC（ポック）
演 - 三石琴乃
横浜中華街に店を構える占い師。「ヨキオシオテッワカニキツ」と呪文を唱え、占う。
「吉将富士」に出没するようになり、来店している下山田を頼まれもしないのに占っては、代金を強制的に徴取する。

### ゲスト

#### 第1話
渋谷隆治（しぶたに りゅうじ）〈31〉
演 - 池松壮亮（最終話）
資産運用会社「渋谷キャピタルパートナーズ」のCEO。特発性間質性肺炎で剣持院長から余命半年の宣告を受ける。
失業者を支援するNPO法人に毎年1億円の資金を援助していたことから、ジョーカーがオペ患者にピックアップするが、有益な技術を有する国内企業を買収し、海外企業に技術を流出するハゲタカファンドであったことから、エースに執刀を拒否される。しかし、パートナーの才津から起業時の初心に帰ることを促され、技術がありながら資金不足で困っている町工場を救うために再び尽力するようになったことから、エースによるiPSブロック肺移植術で命を救われる。
才津明（さいづ あきら）
演 - 入江甚儀
「渋谷キャピタルパートナーズ」のCOO。渋谷の黒字部門のみ買収し、赤字部門を切り捨てる企業買収の手法に意見し、解雇通告されるが、技術を有する町工場を救おうと奮闘していた起業当初の渋谷の情熱を知っていたことから、彼に初心に戻り、技術がある企業を救おうと促す。
田中、鈴木
演 - ふるごおり雅浩、大場みなみ
羽場副総理の側近。
羽場副総理の側近
演 - 吉田悟郎

遺族
演 - 寺田ムロラン
渋谷の企業買収で路頭に迷い自殺した会社経営者たちの遺族のひとり。
社長
演 - 黒板七郎
造船会社の社長。いい船を造っても　数で中国に負けちまう、と嘆く。
融資担当
演 - 関本昇平
担当する企業を救済するために融資を依頼した渋谷に、融資できないと告げる。
町工場の社長
演 - 直井忠道
和泉マテリアルズの社長。外国人労働者はいるが、技術継承する後継者がおらず、会社をたたむ潮時と考えていると渋谷に伝える。
石山好美（いしやま よしみ）
演 - 石山好美（本人役）
房州団扇のうちわ職人。
山下（やました）
演 - ヒルマサトコ
LED光で水耕栽培するレタスで食糧難と雇用の問題が解決できると、技術を見学に訪れた渋谷に説明する。
斎藤（さいとう）
演 - 田中要次
斎藤金型製作所の元社長。渋谷に技術を奪われ会社が倒産し、路頭に迷いホームレスとなってしまう。
しかし、改心した渋谷からの資金援助もあり、会社を再興する。
中小企業の社長
演 - 梶裕貴
父親から受け継いだ町工場と従業員の雇用を守るため、極小バルブを開発するのに渋谷に助けを求め、1億円の投資を取り付ける。
ストリートシンガー
演 - 辻本耕志
今夜、行き場のない人のため「共に生きよう」という歌詞のみの歌を歌っている。

#### 第2話
坊城寛〈73〉
演 - 柄本明（若いころ：照井健仁）
城和学院大学の理事長。裏口寄付金プロジェクトで莫大な金を集めるが、息子の康之に追放され、肝内胆管癌のステージIVBと多発転移で余命宣告を受ける。
しかし鳥取の僻地に先進的な医療を受けることができる病院を建設するため裏口寄付金で資金を集めており、後進の医学生に命を救う医師になるよう熱弁したことから、エースによるiPS肝臓移植術とiPS大動脈置換術で延命処置を施される。命を救われたものの、仮面ドクターズの行う医療は間違っているとエースに意見する。
坊城康之
演 - 三浦貴大（6歳時：湯田幸希）
城和学院大学の副理事長。寛の息子。裏口入学が報道されることを理由に父・寛を追放し、後任の理事長に就任する。
父が裏金を集めていた真意を知り、仮面ドクターズに父の延命処置を依頼する。
磯山千秋（いそやまちあき）
演 - 市川由衣（第5話）
下山田の元妻。一人息子を城和学院大学の附属小学校に裏口入学させるため、寄付金の2億円を用意するよう下山田に無心する。
磯山優人（いそやまゆうと）
演 - 相澤壮太（最終話）
下山田の一人息子。将来、医師になることを目指している。
加古涼介
演 - 佃典彦
鴻池組の現場監督。余命宣告を受けた寛から、鳥取の僻地に病院を建設するための資金を託される。
納富
演 - 板垣雄亮
僻地医療の改革に取り組む清水記念病院の医師。余命宣告を受けた寛から、鳥取の僻地に建設する病院の院長就任を懇願される。
製薬会社の研究員
演 - 吉田ウーロン太
治験薬の研究員。余命宣告を受けた寛から、透析患者のための新薬開発を急ぐよう懇願される。
坊城幸江
演 - 林田麻里
寛の亡妻。裏金作りに注力する余り、医師であった寛が誤診してしまい、治療が遅れ、10年前に息を引き取る。
戸島
演 - 田中啓三
城和学院大学の寛派の職員。
鈴木、佐井
演 - 吉田亮、村本明久
城和学院大学の康之派の職員。
スタッフ
演 - 片山萌美
向日葵国際法律事務所での下山田の部下。
医師
演 - 寺岡悠貴
坊城幸江担当の医師。
事務員
演 - 音和茉侑
城和学院大学の事務員。寛にうな重を給仕する。
向日葵国際法律事務所の交渉相手
演 - Cynthia Cheston、Ronny Santana、Neil Garrison
特許買収の提示金額を吊り上げるため、下山田から「顔を洗って出直してこい」と言われる。

#### 第3話
安達祐樹〈53〉
演 - 杉本哲太
元サラリーマン。娘を暴行殺害した西口、福本、恩田の3人を出所後、娘の復讐のために殺害する計画を立てるも、末期の原発性脊髄腫瘍に侵され、仮面ドクターズの延命処置を受ける予定であったが、恩田の出所が仮釈放で早まったため、延命手術を受けず、計画を前倒しで実行に移す。
復讐を終えたと思われた直後、エースが現れ、殺人犯として刑務所に収監され刑期中に病死することを避けるため、襲撃した暴行犯たちを救命したことを明かされ、腫瘍摘出の延命手術を施される。手術が成功すると、殺人未遂の罪を自首するため、警察に出頭した。
西口亮〈27〉
演 - 若林時英
「女子高生暴行殺人事件」の元被疑者青年。安達に腹部をナイフで刺されるが、直後にエースに縫合され、一命を取り留める。
福本博武〈27〉
演 - 小野寺晃良
「女子高生暴行殺人事件」の元被疑者青年。恩田と公衆電話で連絡している最中、安達にナイフで刺されるが、直後にエースたちに処置を受け、一命を取り留める。
恩田英次〈27〉
演 - 西山潤
「女子高生暴行殺人事件」の主犯格の元被疑者青年。仮釈放で出所が早まるが、先に出所した西口、福本が安達に襲撃され、怯える。
自分が逮捕されたことで区議だった父は辞職し、家庭が崩壊して十分報復を受けたとして、いつまでも被害者ヅラするなと安達を殺そうとするが、返り討ちに遭い、左首筋の頸動脈を切り刻まれる。しかし、安達が娘の復讐を終えたと思われた直後、エースが現れ、切創部を縫合され救命される。
安達が自首して逮捕されると、当然だと悪態をついていたが、そこにエースが現れ、西口、福本、そして自分が劣化する糸を使った縫合による延命で寿命があと1年と明かされ、「お前たちに生き延びる価値はない」と宣告される。
リサ
演 - 佐藤京
キャバ嬢。西口の殺人事件未遂の容疑者として逮捕されるが、知らない中年男性（安達）から金を貰い、西口を廃ビルに誘っただけと証言する。
安達未来〈享年17〉
演 - 上野鈴華
安達の娘。2012年11月26日、帰宅する父に雨傘を届ける道程で西口、福本、恩田の3人から暴行を受けた上、生き埋めにされ殺害される。
宅飲みをしていた女性たち
演 - 中島舞香、沙帆、古賀柚奈
安達が自首した後、恩田たちと宅飲みをしていた女性たち。
ラジオアナウンサー
声 - 生島ヒロシ
ラジオ番組で西口が刺された事件のニュースを読み上げる。
捜査一課の刑事
演 - 阿邊龍之介、宮島はるか
リサの取り調べを担当する。
捜査一課の刑事
演 - 鈴木隆仁、管勇毅
安達祐樹の潜伏先に突入するが、もぬけの殻だった。
運び屋
演 - 鈴木亮平（最終話）
仮面ドクターズの専用車を運転する謎のドライバー。
大矢タクシーの個人ドライバーで患者の寺内結衣と母の香苗を、途中インプレッサに載せ替え、警察の追手を撒きながら「カーサブランシェ」の手術室まで輸送する。

#### 第4話
古賀洋子（こが ようこ）〈41〉
演 - 美村里江
天才彫刻家。摘出不能な小脳腫瘍（グリオーマ）で余命半年を宣言されたため、最後の作品の制作に取り組もうとしたところ、ジョーカーから6億円で腫瘍を摘出すると持ち掛けられる。しかし、エースの診断でその腫瘍により後天性サヴァン症候群を発症し、芸術家としての才能が開花していると判明し、腫瘍摘出で命を救う代わりに才能を捨てる判断を迫られる。
最後は自身の才能を保った状態での作品の完成を望み、腫瘍の一部のみを摘出し、視力と運動機能を一時回復する手術をエースに施してもらい、彫刻を完成させ息を引き取る。
命を優先して欲しいと望んだ恋人の倉木を裏切り、命を捨て芸術の才能を選んだことから、自分のわがままに付き合わせまいと、エースに口裏を合わせてもらい、才能が無くなったと嘘をつき、倉木に辛く当たって彼を遠ざけていた。
倉木恵一郎（くらき けいいちろう）
演 - 青柳翔
洋子の恋人。国内に複数の美術館を所有する倉木グループの三男坊で、洋子の才能をいち早く見抜き、彼女のマネージャーを務める。
クイーンが洋子に手術を受ける判断を迫る場面に現れ、洋子の命を心配し、才能を失くしても腫瘍を摘出する手術を受けることを望む。
手術で才能を失ったと思われた洋子を訓練し、才能を取り戻させようと献身的に尽くすも、彼女から辛く当たられたため身を引き離別するが、彼女が命を捧げて完成させた最後の彫刻を見て、彼女の努力と才能に敬意を表する。

#### 第5話
佐々木健二（ささき けんじ）〈34〉
演 - 高橋光臣
渚の夫。急性壊死性膵炎を患う。エースが疾患に気付き、ジョーカーから救命手術を打診されるが、妻が自分を忘れるのに生き延びる意味がないと、申し出を断る。しかし、エースから一人残される渚が絶望の淵に置かれることになると告げられ、ジョーカーから生き延びるよう訴えられ、妻を支えるため、手術を受ける決心をする。
佐々木渚（ささき なぎさ）
演 - 小島藤子
健二の妻。若年性アルツハイマーを患う。生活に支障をきたすほど症状が進行し、夫のことも忘れてしまうが、エースから延命手術を受けた健二から支えを受ける。
下山田のクライアント
演 - 中村敦、根岸晴子
4年前の「向日葵国際法律事務所」のクライアント。AI技術を盗用され下山田に救済を依頼しており、訴訟に勝つ目途が付いたと彼から説明を受ける。
提訴相手の母親
演 - 広山詞葉
4年前、下山田（ジョーカー）からの提訴に負けた息子が自殺した母親。息子を返せと下山田を恨むが、法に従い、息子の罪が裁かれたまでと告げられ、後日、下山田を逆恨みして川べりで彼を襲い、刃物で腹部を刺して重傷を負わせる。
医師
演 - 鴻上尚史
4年前、下山田（ジョーカー）を診察した医師。急性壊死性膵炎が進行し、現在の医療では救えないと診断する。

#### 第6話
嶋崎康弘（しまざき やすひろ）〈52〉
演 - 鶴見辰吾
水面の父親。洋菓子店「リュテス」のオーナー。15年前に妻を亡くし、水面を男手一つで育てあげた。世界的なパティシエであったが、昨年交通事故に遭い、神経を損傷し右手が動かなくなり、パティシエを引退。経営に専念する。
優しい父親であったが、パティシエの仕事が出来なくなった上、糖尿病性ケトアシドーシスを患い、3か月前に余命宣告を受け心を荒ませ、水面に暴力を振るうようになる。
水面から延命手術を受けさせることを拒まれたため、自分のこれまでの愚行を反省し、麻痺と苦痛の体に鞭打って彼女が幼いころに作ってあげたケーキを作りあげ、「父親失格だが空から幸せを見守る」と謝罪の手紙を残し、死をもって償うため姿を消す。しかし、水面が優しかったころの父の片鱗を見出し延命手術を依頼したことで、エースから血栓除去手術を施されると共に、右腕の麻痺の緩和処置も行われ、波佐間（エース）の新作ケーキで手術の成功を水面と祝う。
嶋崎の妻
演 - 天海祐子
水面の部活仲間
演 - 菊地麻衣、山本華菜乃、小西夏碧
水面が所属する高校のバスケットボール部のチームメイト。
看護師
演 - 山口知紗
千代田医科大学附属病院での嶋崎康弘の担当看護師。

#### 第7話
望月遙（もちづき はるか）〈17〉
演 - 畑芽育
帝星学園高等学校2年生。スペードの高校時代の同級生で初恋の人。友人の夏美に電話連絡し、いじめを苦に校舎の屋上から飛び降り自殺を図るが未遂に終わり重傷を負う。
友人の夏美から仮面ドクターズに手術依頼の訴えが届くが、自ら命を捨てる人物の命を救う必要はないと、エースに執刀を断られる。
しかし、友人の夏美や里佳から手術を懇願され、スペードからも彼女を守ると訴えられたことからエースが執刀を決め、飛び降りにより発症した外傷性てんかんによる意識障害を引き起こした部位の切除手術を行い、歩行できるように髄内釘固定術を施される。
手術の成功により高校に登校するようになるが、登校初日に林の腹部をカッターナイフで刺す事件を起こす。
岡田夏美（おかだ なつみ）
演 - 池間夏海
遙の友人。帝星学園高等学校2年生。「OK723」のハンドルネームで仮面ドクターズに飛び降り自殺を行い重傷を負った遙の手術を依頼する。
手術の打診に現れたジョーカーに対し、学園理事長の娘・里佳からのいじめを苦に、里佳への恨みを綴った手紙を残し、遙は飛び降り自殺を図ったので、手術代は理事長に払わせればよいと訴える。
しかし、遙の残した手紙の文面に違和感を感じたジョーカーたちが調査を行い、手紙の「里佳」の筆跡が、いじめの加害者であったはずの里佳が書いた手術契約書のサインの「里佳」と筆跡が一致したことから、仮面ドクターズに手術させるために狂言を働いていたことが判明する。
西島里佳（にしじま りか）
演 - 竹内カンナ
帝星学園高等学校2年生。学園理事長の娘。遙をいじめ、自殺まで追い詰め、次にターゲットを夏美に切り替え暴力をふるう。
ジョーカーとスペードが父親の西島に遙の手術代1億円を支払わせることを受け入れさせると、ジョーカーから契約書にサインを求められる。
実際は遙の手術を仮面ドクターズに依頼し、父親に手術代を払わせるために夏美と共謀していじめの加害者のふりをし、仮面ドクターズに手術させるための証拠づくりに夏実に暴力をふるう狂言を働いていた。
林真利奈（はやし まりな）
演 - 前田亜季
教師。生徒指導教員で学級日誌を夏美に書かせるなど彼女をいじめており、夏美がいじめから逃れ不登校になると遙をターゲットに切り替え、執拗にいじめ、命令に従わなかったことからテストでカンニングしたように仕立てるなどしたため、遙を飛び降り自殺に追い詰めていた。
理事長の西島から過度のスキンシップをはかられてもそれに応えていたことから、学園内で好き放題を働いていた。
その後、手術を終えて登校した遙に腹部をカッターナイフで刺されるが、軽傷で済んだ。
西島岳雄（にしじま たけお）
演 - 井上肇
帝星学園の理事長。里佳の父親。林に過度のスキンシップをはかり、彼女の学園内での振る舞いに目をつぶっていた。
ジョーカーとスペードから遙の手術代1億円を支払うかと問いかけられ、里佳本人からいじめを確認すると、手術代を支払うと告げる。
遙の母親
演 - 金谷真由美
娘が指導教員の林からいじめに遭っていると知らず、高校生活を楽しんでいると喜んでいた。
看護師
演 - 名取えりか
千代田医科大学附属病院の看護師。患者の遙が仮面ドクターズの手術を受けるため病室から連れ出され行方不明になっているのを発見し、染谷に報告する。
帝星学園高等学校の生徒たち
演 - 新関碧、仲田友紀子、平岩輝海、宮下結衣、松山歩夢

#### 第8話
真田博（さなだ ひろし）
演 - 榎木孝明
天野（エース）の恩師。大和医科大学付属病院・副院長。13年前、「オペは完治の入り口でしかない」と天野に説き、治療の本質を学ぶ必要があると告げ、正義が命の重さに勝ると取り返しのつかないことを引き起こすと忠告する。
肺移植の臓器提供の横流しに関係していたように剣持院長に仕立てられ、検察に検挙される事態に陥るが、教え子の天野が臓器の横流しに関わっているはずがないと激高する。
臓器の横流しに関わったように仕立てられ呆然自失としてバイク事故を起こし瀕死の重傷を負った天野を手術し命を救うが、臓器横流しの裁判では無実を証明できないまま、他界する。
真田春子（さなだ はるこ）
演 - 根岸季衣（第9話）
博の妻。13年前、天野（エース）が夫との医療に対する考えに相容れず、袖を分かったことを残念がる。
医師1、医師2、医師3
演 - 小林三十朗、はざま了、多々良光洋
13年前の千代田医科大学の医師たち。大和医科大学より移籍してきた天野真一の初めての手術のスピードに驚愕する。
坂本青葉（さかもと あおば）〈7〉
演 - 志水心音（最終話）
気管支拡張症及び二次性肺高血圧症を患い、千代田医科大学病院に入院する女児。退院したらやりたいことのリストを作り、退院を心待ちにしており、天野（エース）から完治させると約束されていた。しかし、剣持院長が天野のオペ技術の高さを危険視し彼を嵌めるため、提供されるはずだった肺を堂前に横流しされたため、移植手術が行えず症状を悪化させ亡くなってしまう。
亡くなる直前に、病気が治るように病院食を頑張って食べたことを綴った手紙を天野に残していた。
坂本広江
演 - 菊池亜希子（最終話）
青葉の母親。娘が臓器移植の機会を失し亡くなり、天野が病気を完治してくれると信じた娘の想いが分かるかと問い、天野が命に優先順位を付けたのであれば、娘は生きる価値はなかったのかと詰め寄る。
青葉の死後、臓器移植を希望する人を支援するNPO法人で活動し、青葉の妹を授かっており、エースに妹を抱いてもらう。
堂前隆文（どうまえ たかふみ）〈65〉
演 - 松澤一之
堂前不動産の会長。不動産業界の重鎮。大和医科大学付属病院の気管支拡張症の入院患者。肺疾患の臓器提供待ちのため、10か月手術を待たされたことに痺れを切らせ、社会的地位の高い自分に臓器提供を優先するよう真田に訴えるが、ドナー待ちのルールを守るようたしなめられる。
金谷
演 - カゴシマジロー
堂前の秘書。堂前の手術が実施されないため大和医大病院から千代田医大病院に転院させ、天野（エース）に肺移植を執刀するよう依頼する。
護田
演 - 野添義弘
千代田医科大学病院の医療事務員。剣持院長を差し置き、天野（エース）にオペを依頼する金谷に注意する。
大野
演 - たかお鷹
日本胸部外科手術学会の理事長。教え子である真田医師のダブルスイッチ手術の論文を激賞する。
理事
演 - 牧村泉三郎、加門良、横堀悦夫
日本胸部外科手術学会の理事。真田の次期理事長は決まりだと持ち上げておきながら、臓器の横流し疑惑が発覚すると、掌を返し彼を糾弾する。
警察1、警察2
演 - 増田修一朗（最終話）、松本慎司
移植斡旋組合の組合員が臓器の不正斡旋で逮捕され、堂前に提供された肺は別の家族に提供されるはずだったことを掴み、天野が臓器移植の横流しに絡んでいるのではないかと捜査に現れる。
中村の妻
演 - 大沼美和子
大和医科大学で肺の移植手術を受けた中村の妻。
看護師
演 - 千広真弓
大和医科大学での中村の担当看護師。肺の移植は体に負担がかかると告げる。
オペ助手、ME、ME
演 - 中村優希（役名：中村）、田中みのり、松田啓介
千代田医科大学での天野真一執刀の手術のスタッフ。
医師、看護師
演 - 港幸樹、彩香
エレベータ前で天野の手術の手腕を絶賛する千代田医科大の医師と看護師。
看護師
演 - 九条みゆ
千代田医科大学病院での坂本青葉の担当。
医師、医師、看護師
演 - 喜入翔大、初鹿史弥、水沢有希
大和医科大学で真田博が天野真一の交通外傷の手術を行った際の医療スタッフ。

#### 第9話
高城秀和
演 - 沢村一樹（第8話 - 最終話）
警視庁副総監。次期警視総監候補の筆頭。
鋭い推理力で米国に優秀な医師を紹介していた下山田をジョーカーと睨み、天野（エース）についてもリストアップしていた。
特務捜査課が得た、「天野はドイツで半年前に亡くなった」というスペードが流した偽情報を嘘と見破る。
寺内結衣の手術と引き換えに仮面ドクターズを見逃すが、捜査を幕引きさせるため下山田（ジョーカー）を逮捕する。
捜査一課長、土井、小山
演 - 福田転球（第8話・最終話）、内村遥（第8話 - 最終話）、折居志信（第8話・最終話）
仮面ドクターら 不正医療組織による殺人未遂・逮捕監禁事件 特別捜査本部の刑事たち。
向日葵国際法律事務所のクライアント
演 - Charles Johnson（最終話）、Daniel Reton（最終話）
高城たちが下山田を訪ねに法律事務所に現れる直前に商談していたクライアント。
アメリカ大使館の人間で、新興国が独裁政権を打倒し、新政府樹立するためにアメリカ政府が支援していたキーマンが病に倒れたため下山田（ジョーカー）にオペの交渉を行っていた。
司会者
演 - 杉山俊介
アジア医学会学術集会・総会の司会者。
記者
演 - 小出侑門、植本さおり
アジア医学会で臓器移植の罪を認めた剣持を取材する。
小山
演 - 遠藤潤（最終話）
刑事。アジア医学会で臓器移植の罪を認めた剣持を連行する。
リポーター
演 - 浅見和哉
臓器移植の罪を認め、取り調べを受けた剣持が警察署から出てくるところを待ち構え、彼にインタビューを試みる。
秘書
演 - 松田有咲（最終話）
「向日葵国際法律事務所」での下山田の秘書。
刑事
演 - 伊吹陽介 （最終話）

#### 最終話
寺内結衣（てらうち ゆい）〈10〉
演 - 小田愛結
左心低形成症候群を患う余命3か月の少女。臓器移植の機会を逸して亡くなった坂本青葉を思い出させ、トラウマからエースは手の震えが止まらず執刀を躊躇する。
寺内香苗（てらうち かなえ）
演 - 徳永えり
結衣の母親。仮面ドクターズに娘のオペを依頼する。
マミ
演 - 森高愛
下山田を接客するキャバ嬢。POCが現れ退席する。
黒いスーツの男
演 - 中野剛
仮面ドクターズを解散したエースを黒塗りのワンボックスカーで米国大使館に案内する。
中島
演 - 矢嶋俊作
内閣総理大臣。高城が下山田（ジョーカー）の交渉に応じ、アメリカ政府に恩を売ったことで総理に就任した。
アナウンサー
声 - 篠原梨菜 (TBSアナウンサー)
渋谷隆治が工場を支援するニュースを伝える。
運転手
演 - 菊川浩二
警視総監となった高城秀和の運転手。エースと接触した高城に「知合いですか？」と尋ねる。

## スタッフ
- 脚本 - 飯野陽子、山田能龍、川邊優子（オフィスクレッシェンド）、金沢知樹、渡辺啓[40]、長花枝薪
- 音楽 - ノグチリョウ[40]
- 医療監修 - 竹内一郎（横浜市立大学 救急医学）[104]、布施友里恵（ユーエムエス）
- 医療協力 - 古谷良輔（国立病院機構 横浜医療センター）、山崎元靖（済生会横浜市東部病院）[105]
- パティシエ監修 - 辻口博啓[6]
- パティシエ指導 - 八代真秀[106]
- プロデュース - 武藤淳、植田博樹、鈴木佳那子（オフィスクレッシェンド）、市山竜次（オフィスクレッシェンド）、佐井大紀[40]
- 演出 - 堤幸彦（オフィスクレッシェンド）、武藤淳、山本剛義[40]、福田亮介[107]
- 制作協力 - オフィスクレッシェンド
- 製作著作 - TBS

## 放送日程
| 各話                                                                        | 放送日  | サブタイトル                         | 脚本                       | 演出     | 視聴率 |
| --------------------------------------------------------------------------- | ------- | ------------------------------------ | -------------------------- | -------- | ------ |
| 第1話                                                                       | 1月08日 | 前代未聞の闇医者チーム登場           | 飯野陽子 山田能龍          | 堤幸彦   | 10.2%  |
| 第2話                                                                       | 1月15日 | 金の亡者…息子は父の命を救うのか?     | 飯野陽子 山田能龍          | 堤幸彦   | 10.9%  |
| 第3話                                                                       | 1月22日 | 連続殺人犯を救う…隠された涙の理由    | 飯野陽子 川邊優子          | 堤幸彦   | 10.3%  |
| 第4話                                                                       | 1月29日 | 命か才能か? 生きる価値の真意…        | 川邊優子                   | 武藤淳   | 09.6%  |
| 第5話                                                                       | 2月05日 | 生きる決意…闇医者チームの始まり      | 山田能龍 渡辺啓            | 堤幸彦   | 09.6%  |
| 第6話                                                                       | 2月12日 | 水面の秘密…娘は父を救うのか!?        | 金沢知樹 山田能龍          | 山本剛義 | 09.9%  |
| 第7話                                                                       | 2月19日 | 自殺未遂に隠された真相? 命を選ぶ理由 | 川邊優子                   | 福田亮介 | 09.4%  |
| 第8話                                                                       | 2月26日 | 救えなかった命…明かされる壮絶な過去  | 金沢知樹 山田能龍 長花枝薪 | 山本剛義 | 09.1%  |
| 第9話                                                                       | 3月05日 | 因縁の対決…闇医者チーム崩壊!?        | 川邊優子                   | 福田亮介 | 08.3%  |
| 最終話                                                                      | 3月12日 | さらば闇医者チーム…衝撃の結末!       | 渡辺啓                     | 武藤淳   | 06.4%  |
| 平均視聴率 9.4%（視聴率はビデオリサーチ調べ、関東地区・世帯・リアルタイム） |         |                                      |                            |          |        |

- 初回は21時 - 22時19分の25分拡大放送[110]。
- 第2話、最終話は21時 - 22時9分の15分拡大放送[111][112]。

## スピンオフドラマ
『ゲトレ夕暮れ大暴れ』（ゲトレ ゆうぐれ おおあばれ）のタイトルで、2023年1月8日の本編第1話放送終了後より、動画配信サービス「Paravi」でオリジナルストーリーが配信中。本編に登場する日本酒バー「吉将富士」で千代田医大病院の外科医たちが飲んでいると、同年1月期の火曜ドラマ『夕暮れに、手をつなぐ』のキャストがお忍びで来店するという設定のコラボレーションドラマ。

### キャスト（スピンオフ）

#### 千代田医大病院
- 橋元芙美（外科医） - 橋本マナミ[113]
- 幾田洋一（外科医）- 中山麻聖[114]
- 汐留明（外科医） - 田野倉雄太[114]
- 台場虹江（外科医） - 長見玲亜[114]

#### 『夕暮れに、手をつなぐ』制作陣
- 赤ペン瀧川（番宣担当） - 赤ペン瀧川（本人役）[113]
- 志茂田茂樹（プロデューサー） [注 6]- 土佐和成[114]
- 橋ノ上久実（プロデューサー） - 宮城夏鈴[114]

#### 吉将富士
- 一福（女将） - 星野奈緒[114]

### ゲスト（スピンオフ）

#### 第一話
- 黒羽麻璃央（葉月心 役） - 黒羽麻璃央（本人役）[113]（第二話）
- 大野雪子（黒羽の担当マネージャー） - 藤谷理子[115]（第二話）

#### 第二話
- 佐倉亮一（警視庁特務捜査課） - 矢島健一[114]（第八話）

#### 第三話
- 伊原六花（丹沢千春 役） - 伊原六花（本人役）[116]
- 剣持玲於奈（外科医） - 結城モエ[114]（第八話、第九話）

#### 第四話
- 田辺桃子（菅野セイラ 役） - 田辺桃子（本人役）[117]（第五話）

#### 第五話
- 十文字哲太（田辺の担当マネージャー） - 藤田真澄[118]

#### 第六話
- 夏木マリ（雪平響子 役） - 夏木マリ[119]（本人役）

#### 第七話
- 宇梶剛士 - 宇梶剛士[120]（本人役）

#### 第八話
- 酒向芳（丹沢博 役） - 酒向芳[121]（本人役）（第九話）
- 依田沙姫 - 松下奈緒（第九話）[121]

### スタッフ（スピンオフ）
- 脚本 - 山内直哉[114]
- 監督・演出 - 山口淳太[114]
- プロデューサー - 植田博樹（TBS）、大川博史（Joker）[114]
- 制作 - TBS

### 配信日程
| 各話   | 配信日  | サブタイトル     |
| ------ | ------- | ---------------- |
| 第一話 | 1月08日 | サインが欲しい   |
| 第二話 | 1月15日 | 勘違いさせる男   |
| 第三話 | 1月22日 | サプライズな夜   |
| 第四話 | 1月29日 | ゲームの代償     |
| 第五話 | 2月05日 | 煙の中の動機     |
| 第六話 | 2月14日 | 独裁者のパジャマ |
| 第七話 | 2月21日 | 予言のキス       |
| 第八話 | 2月28日 | いつもと違う夜   |
| 第九話 | 3月07日 | 最後の夜         |
| 最終話 | 3月14日 | 夢のような夜     |

- 第一話から第五話までは『Get Ready!』本編放送終了後からの配信。
- 第六話からは『夕暮れに、手をつなぐ』本編放送終了後からの配信。

## 用語解説
- 仮面ドクターズ - 多額の報酬と引き換えに手段を選ばず患者の命を救う謎の医療チーム。ドローンから空間に立体映像を投影し、患者に接触を図る。エースが経営する洋菓子店「カーサブランシェ」の地下にアジトを構え、アジト内にはジョーカーが調達した最新の医療機器とオペをアシストするAIを備えたオペ室を有する。